# Sergio Velasco de la Cerda
Sergio Velasco de la Cerda (San Antonio, 21 de diciembre de 1945) es un político chileno que fue diputado por la provincia de San Antonio y Casablanca durante dos períodos; 1990-1994 y 1998-2002.

## Biografía
Nació el 21 de diciembre de 1945. Es casado y tiene tres hijos, sus estudios secundarios los realizó en el Liceo de San Antonio. Fue profesor de Ciencias Sociales y de Relaciones Humanas. Asimismo, cumplió por un tiempo el cargo de director de la Escuela Industrial de San Antonio y del Instituto DUOC de la Universidad Católica de esa ciudad.
Ingresó a la DC, siendo elegido tres veces presidente provincial en San Antonio. Después del Golpe de Estado de 1973, participó activamente para el restablecimiento de la democracia. De este modo, presidió la Comisión de Justicia y Paz, fundada después del 11 de septiembre de 1973, en pro de la defensa de los Derechos Humanos. Asimismo, asumió la presidencia del «Grupo de los 24» en San Antonio.
Entre otras funciones e intereses, fue presidente del Instituto Juan Pablo II, entidad humanista-cristiana dedicada al estudio y promoción de los derechos sociales, culturales, educacionales, laborales, poblacionales y sindicales de la provincia de San Antonio, y llegó a ocupar el puesto de director del movimiento poblacional «Solidaridad». Además, fue columnista de la revista Hoy y del desaparecido diario La Época. También se desempeñó como comentarista de Radio Cooperativa de Valparaíso.
En las elecciones de 1989, fue elegido diputado por el distrito N.° 15 correspondiente a las comunas de Algarrobo, Cartagena, Casablanca, El Quisco, El Tabo, San Antonio y Santo Domingo para el período de 1990 a 1994. Integró las comisiones de Gobierno Interior y Regionalización; y de Educación, Cultura, Ciencias y Tecnología, Deportes y Recreación.
En 1997 nuevamente postuló para diputado por el distrito N.° 15, siendo electo para el período de 1998 a 2002. Esta vez fue miembro de la Comisión de Educación, Cultura, Deportes y Recreación, presidiéndola, e integró la Comisión de Economía, Fomento y Reconstrucción.
El 2001 se presentó a la reelección pero fue derrotado por Carlos Hidalgo. Durante el 2005 renunció a su militancia histórica en la DC, debido a que su partido había decidido darle la nominación al exgobernador provincial Osvaldo Badenier, pero igual postuló como independiente, obteniendo un 12,64 % de los votos. En estas elecciones logró notoriedad debido a su participación en la franja electoral, ya que como candidato independiente contaba con un escaso tiempo de emisión, por lo que tuvo mensajes de dos segundos con las frases «¡Trabajo, trabajo, trabajo!», «¡Dejen algo, dejen algo, dejen algo!» y «¡Hasta cuándo, hasta cuándo, hasta cuándo!», que lo hicieron conocido a nivel nacional.

## Historial electoral

### Elecciones parlamentarias de 1989
- Elecciones parlamentarias de 1989, distrito 15 (Algarrobo, Cartagena, Casablanca, El Quisco, El Tabo, San Antonio y Santo Domingo).[1]

### Elecciones parlamentarias de 1997
- Elecciones parlamentarias de 1997, distrito 15 (Algarrobo, Cartagena, Casablanca, El Quisco, El Tabo, San Antonio y Santo Domingo).[2]

### Elecciones parlamentarias de 2005
- Elecciones parlamentarias de 2005, distrito 15 (Algarrobo, Cartagena, Casablanca, El Quisco, El Tabo, San Antonio y Santo Domingo).[3]